# Perpetuum promile
Perpetuum promile je v pořadí šesté studiové album hip hopové skupiny Prago Union.
Katova spolupracovníka, DJ Mara, nahradil DJ Ramel a obsazení se ustálilo i v živé sekci, kterou teď tvoří Ondřej Hauser (basa), Oliver Lipenský (bicí), Tony Dlapa (kytara) a Jan Hovorka (klávesy). Deska je opět nahrána s vlastní značkou Strojovna s českým zastoupením Warner Music. Taktéž je to první deska, která byla nahrávána v novém Katově studiu, maringotce přestavěné na hudební studio na jeho zahradě.. Píseň Průvan ft. Chaozz byla nahrána s bývalou Katovou skupinou Chaozz.

## Tracklist
- Teď (Intro)

- Psanec
- Trauma Z Dědství
- Zastavit Stát!
- Tak A Máš To
- Čekárna
- Multižánrovej Anděl
- Au!Revoir
- Perpetuum Promile
- Slovesná Kaše
- A Jé Je...
- Neohrožený Druh (Vyrovnávací)
- Miluje Život (Aha)
- Uchamžik (Ra5viem)
- Průvan ft. Chaozz
- Olympionik
- Kretén
- Pořád Bez Debat
- Bůhví
- R.O.Z. (MH2)
- Brutální Pohoda
- Věc
- Tady (Outro)